# Марион (Вирџинија)
Марион (енгл. Marion) град је у америчкој савезној држави Вирџинија. По попису становништва из 2010. у њему је живело 5.968 становника.

## Демографија
Према попису становништва из 2010. у граду је живело 5.968 становника, што је 381 (6,0%) становника мање него 2000. године.
| Група             | 2000.         | 2010.         |
| Белци             | 5.804 (91,4%) | 5.271 (88,3%) |
| Афроамериканци    | 377 (5,9%)    | 424 (7,1%)    |
| Азијати           | 33 (0,5%)     | 33 (0,6%)     |
| Хиспаноамериканци | 72 (1,1%)     | 148 (2,5%)    |
| Укупно            | 6.349         | 5.968         |